# 關根明良
關根明良（日语：／ Sekine Akira，12月16日—）是日本的女性聲優，東京都出身。aptepro所屬。aptepro附屬養成所3期生。

## 人物
父親在取名時原本考慮「雅」，後來認為「保持開朗的話就會有好事發生」而取名「明良」。名字經常被誤認為男性。
最初演出的動畫作品是《偽戀》。
日本工學院專門學校聲優、演劇科35期生。
特技和興趣是戰國時代的武將與城、寺廟巡禮、演奏雙簧管。

## 演出作品
※粗體字為主要角色。

### 電視動畫
2014年
- 團地友夫（女伴、男子C）
- 偽戀（一條樂〈少年時代〉、女學生、學生）

2015年
- 偶像學園（藤原雅[5]）
- DOG DAYS"（女僕、星之民）
- 偽戀:（鈴木、學生）
- 槍與面具（秋）
- 對魔導學園35試驗小隊（吉水明[6]、陪酒女B、尼祿）

2016年
- 田中君總是如此慵懶（三好、福利社的大嬸、女高中生、古谷老師、男孩子B、女子A）
- 星夢手記（女學生）
- 斯黛拉的魔法（關春馬、裕美音的母親、販售者）
- 排球少年！！烏野高中VS白鳥澤學園高中（白鳥澤打氣女、天童的教練、女學生）

2017年
- Hand Shakers（女性）
- 重啟咲良田（佐佐野〈少年〉、顧問）
- Princess Principal（公主）
- NEW GAME!!（蝴蝶粉）
- 如果有妹妹就好了。（幼女）
- ROBOMASTERS THE ANIMATED SERIES（ハン）

2018年
- 愛吃拉麵的小泉同學（店員D）
- 三麗鷗男子（女子、會計）
- 小木乃伊到我家（小學生他月、幼少他月、女學生、阿）
- 沒有心跳的少女 BEATLESS（學生會長）
- 冷然之天秤（星川緋和子）
- 東京喰種:re（伊丙入）
- 棒球大聯盟2nd（勝俣）
- 來玩遊戲吧（女學生、將棋社員B、華子媽媽、安藤老師、美沙、女學生B、榎本）
- 魔法律事務所（學生）
- SSSS.GRIDMAN（まるさん）

2019年
- 煙草（力）
- 魔法少女特殊戰明日香（夢源胡桃[7]）
- 幻影天使（男孩子）
- 川柳少女（女子E、遊樂園的人們）
- 滿腦都是○○的我沒辦法談戀愛（真中香）
- 崛起！萌獸寵物店（希格蕾）

2020年
- 偶像學園 on Parade！（藤原雅）
- 神之塔（阿娜克·吉黒德）
- 棒球大聯盟2nd 第2期（睦子的母親）
- 突擊莉莉 BOUQUET（遠藤亞羅椰[8]）

2021年
- 搖曳露營△ SEASON2（一宮遙香）
- 結城友奈是勇者 -大滿開之章-
- 藍色時期（真紀的朋友）
- 狂熱深淵 迷失的孩子（時雨〈幼少期〉）

2022年
- 戀上換裝娃娃（瑠音、貝羅妮卡）
- 王子的本命是惡役千金（黛安娜・迪亞菲爾）
- 食鏽末世錄（嬢）
- 明日同學的水手服（谷川景）
- SLOW LOOP-女孩的釣魚慢活-（山本）
- 終末的後宮（莉嘉前輩）
- CUE!（三浦夢）
- 小鳥之翼（莉莉·利普曼[9]）
- 射擊覺醒！激鬥瓶蓋人DX（葉加瀨香織）
- 史上最強大魔王轉生為村民A（瑞明）
- RPG不動產（トト）
- 神渣☆偶像
- 菜鳥鍊金術師開店營業中（學生）
- 秋葉原冥途戰爭（狐女僕）
- 4個人各自有著自己的秘密（播報員）
- 聖劍傳說 Legend of Mana -The Teardrop Crystal-（瓦蕾莉）

2023年
- 不相信人類的冒險者們好像要去拯救世界（店員、蘿絲）
- 不要欺負我，長瀞同學 2nd Attack（女A）
- TRIGUN STAMPEDE
- 給不滅的你 Season2（優司[10]）
- Sugar Apple Fairy Tale（瑪格麗特王妃）
- 在地下城尋求邂逅是否搞錯了什麼IV 深章 厄災篇（瑪琉[11]）
- Delicious Party ♡ 光之美少女（索拉·哈雷瓦塔爾／天空天使）
- 阿魯斯的巨獸（山人侍從）
- 開闊天空！光之美少女（天晴・娃塔兒／晴空天使[12]）
- 冰劍的魔術師將要統一世界（阿麗安·歐格仁[13]）
- 再得一勝！（艾瑪·狄蘭）
- 藍色管弦樂（篠崎的朋友）
- 魔術士歐菲 流浪之旅 聖域篇（地人兵）
- 小鳥之翼 第2期（莉莉·利普曼）
- 我的幸福婚約
- AYAKA -綾島奇譚-（金崎蘭子）
- 物之古物奇譚（岐兵馬〈幼少期〉）
- 凹凸魔女的親子日常（露娜[14]）
- 米奇與達利 惡童物語（一条華怜[15]）
- 哥布林殺手II（女侍、職員）
- 香格里拉·開拓異境～糞作獵手挑戰神作～（アリトモ）
- 柚木家的四兄弟。（同級生）
- SHY靦腆英雄（崇拜革命熱情的男孩）
- 家裡蹲吸血姬的鬱悶（實況）
- 堤亞穆帝國物語～從斷頭台開始，公主重生後的逆轉人生～（賽洛）
- 鴨乃橋論的禁忌推理（小巳）

2024年
- 我內心的糟糕念頭 第2期（洗澡水給水機）
- BUCCHIGIRI?!（幼年時的真寶）
- 秒殺外掛太強了，異世界的傢伙們根本就不是對手。（迪奧多西亞[16]）
- 轉生貴族憑鑑定技能扭轉人生～繼承弱小領土後，招募優秀人才打造最強領土～（布里吉特、小孩）
- 轉生為第七王子，隨心所欲的魔法學習之路（桃[17]）
- 吸血鬼男子宿舍（LOVE·PURE、店員A）
- 神明渴求著遊戲。（使徒、黃金帕芙）
- 新人大叔冒險者，被最強隊伍操到死成無敵（亞里莎・格蘭傑）
- 【我推的孩子】 第2期（化野芽衣）
- 學姊是男孩（蒼井咲[18]）
- 杖與劍的魔劍譚（愛爾法利亞・亞爾維斯・賽爾佛特[19]）
- 小市民系列（店員）
- 敗北女角太多了！（權藤亞沙美[20]）
- Animation x Paralympic：誰是你的英雄？（三苫知佳[21]）
- 美妙寵物 光之美少女（天晴・娃塔兒／晴空天使[22]）
- 嘆氣的亡靈想隱退（露妲·倫貝克[23]）
- 星辰墜落之國的妮娜（克里米娜）
- 阿薩里爾2 未來的民間故事
- 殿下與狗（菊）

2025年
- 中年大叔轉生反派千金（安娜·多爾[24]）
- 吸吸吸吸吸血鬼（山羽薰[25]）
- 最弱技能《果實大師》 ～關於能無限食用技能果實（吃了就會死）這件事～（德拉緹娜[26]）
- Dr.STONE 新石紀 SCIENCE FUTURE（露娜[27]）
- 我與尼特女忍者的莫名同居生活（雪野䌷）
- 群花綻放、彷如修羅（柊谷滿歌[28]）
- 搖滾樂是淑女的嗜好（鈴之宮莉莉紗[29]）
- 小市民系列 第2期（麻生野）
- 戀上換裝娃娃 Season 2（山內瑠音[30]）
- 轉生為第七王子，隨心所欲的魔法學習之路 第2期（桃[31]）
- 異世界默示錄麥諾格拉～從毀滅文明開始征服世界～（索亞麗娜[32]）

### 劇場動畫
2016年
- 偶像學園！～被盯上的魔法偶活卡～（藤原雅）

2021年
- Princess Principal Crown Handler 第1章（公主）
- Princess Principal Crown Handler 第2章（公主）

2023年
- Princess Principal Crown Handler 第3章（公主）

2024年
- 美妙寵物 光之美少女！The Movie！心跳不已♡遊戲世界大冒險！（天晴・娃塔兒／晴空天使[33]）
- 風都偵探 假面騎士Skull的肖像（時女[34]）

2025年
- 電影版 學姊是男孩 雨過天晴（蒼井咲[35]）
- Princess Principal Crown Handler 第4章（公主[36]）
- 電影Idol光之美少女你與我♪（天晴・娃塔兒／晴空天使[37]）
- 偶像學園×星光樂園 THE MOVIE -相遇的奇蹟！-（藤原雅[38]）

### OVA、網路動畫
2021年
- 天空侵犯（新崎九远）
- Fate/Grand Carnival（藤丸立香）

2022年
- 風都偵探（時女[39]）

### 有聲漫畫
2022年
- 百合幻想鄉（葦之原優[40]）

### 遊戲
2015年
- 蒼之騎士團-[41]

2016年
- 天華百劍-斬-（不動行光[42]）

2017年
- Princess Principal GAME OF MISSON（公主[43]）

2018年
- 人中之龍online（明日香とは）

2019年
- 怪物彈珠（2019年 - 2024年 Adbhuta Wonder、蒂蕾希&帕蕾希〈蒂蕾希〉、阿斯特菈爾、雪花蓮、米莉雅德）
- 奈爾克與傳說之鍊金術士們 ～新大地之鍊金工房～（宓絲蒂·艾爾露特）

2021年
- 快打旋風V（風間晶）
- Crash Fever（洛夫克拉夫特）

2022年
- 明日方舟（海蒂）

2023年
- 超異域公主連結☆Re:Dive（烏爾姆）

2024年
- 崩壞3（瑟莉姆）

### 廣播劇CD
- 魔王勇者 外傳 砂丘之國的弓箭使 前篇、後篇（豪商的女兒）

## 外部連結
- 事務所官方簡歷 （页面存档备份，存于）（日語）
- 關根明良的X（前Twitter）（日語）